# 斯坦利·奎克林斯基
斯坦利·奎克林斯基（英語：Stanley Cwiklinski，1943年7月25日—），美国男子赛艇运动员。他曾代表美国参加1964年夏季奥林匹克运动会赛艇比赛，获得男子八人单桨有舵手金牌。